# Краньц, Алеш
Алеш Краньц (словен. Aleš Kranjc; род. 29 июля 1981, Есенице) — словенский хоккеист, защитник.

## Достижения

### Клубные
- Чемпион Словении: 2005, 2006, 2008, 2019
- Чемпион Венгрии: 2011
- Лучший бомбардир чемпионата Словении: 2005
- Обладатель Кубка Словении: 2018/19, 2019/20
- Чемпион Альпийской хоккейной лиги: 2018/19

### В сборной
- Победитель первого дивизиона чемпионата мира: 2004, 2010, 2012, 2016
- Победитель второго дивизиона молодёжного чемпионата мира: 2001